# Sarcopera rosulata
Sarcopera rosulata là một loài thực vật có hoa trong họ Marcgraviaceae. Loài này được de Roon & Bedell miêu tả khoa học đầu tiên năm 1997.